# Unimoto
La Unimoto è stata una casa motociclistica italiana attiva dal 1980 al 1986. Il suo logo era la scritta "Unimoto" in carattere stampatello di fantasia; dopo l'acquisizione della Aspes, il logo dell'ultima casa viene aggiunto nella parte superiore - gialla - di un triangolo rovesciato che attraversa verticalmente la scritta Unimoto e termina in basso con un richiamo al tricolore.

## Storia
Viene fondata a Longiano nel 1980, rilevando i beni aziendali, il personale e il know-how della Moto Milani. Inizialmente la sede è in via Longiano 64 a Cesena (Forlì), mentre successivamente l'attività si sposta in via Emilia 1854 a Longiano.
Viene ripresa e proseguita la produzione di alcuni mezzi già della Milani; continua ad esempio la vendita del tubone Carrera, che verrà aggiornato con l'aggiunta del freno a disco (Carrera FD) e particolari quali cerchi della Grimeca, e lanciato in versioni via via migliorate (quali il Carrera LX). 
Contestualmente, il reparto progettazione si concentra nello studiare ulteriori prodotti che possano corrispondere maggiormente al mercato degli anni 80. È così che già nel 1981 vengono presentati i primi modelli, con prodotti sempre in aggiornamento: 50cc (Folk 50, enduro 50, Tris 50) e minimoto (Mini 50 1982, Mototopo).

## Acquisizione di Aspes
Nel 1982 la Unimoto acquisisce anche la casa motociclistica Aspes, potendo così usufruire delle strutture e della tecnica raggiunta dalla casa soprattutto nel settore enduro.
Nel 1984 viene quindi messo nuovamente in produzione - con qualche aggiornamento - lo Squalo 12, un 125 stradale progettato e venduto già dalla Aspes come Squalo 125, con motore prodotto dalla milanese TAU (TVR - Tau Valvola Rotante - 30 Mixer, propulsore oramai non più freschissimo, presentato al Motosalone di Milano del 1977). Viene lanciato anche lo SK 125.

## Produzione 1985 e chiusura
Nel 1985 viene lanciata una intera nuova gamma di enduro:  l' MTS50 con motore Minarelli che ha, fra le novità proposte, il raffreddamento ad acqua, e l'Unimoto FOX 50.
Contestualmente viene lanciato l'enduro TK125, a sei marce, pubblicizzato come il 125 "più potente oggi in Italia. 22,5 Hp a 7500 giri/minuto."
I motori utilizzati sono acquistati da aziende esterne quali la Minarelli Motori, la TAU Motori di Milano di Aroldo Trivelli (fornitrice anche di Valenti, Cabrera, Ancillotti e HRD), dando continuità alle commesse intraprese rispettivamente da Milani e Aspes.
Nonostante una buona campagna pubblicitaria, in un periodo in cui le grandi case europee e giapponesi si sfidano - soprattutto nel settore delle moto da 125 cc - a colpi di continue novità sia tecniche che estetiche, la Unimoto, al pari di tante altre piccole realtà aziendali, non è in grado di competere né in termini di risorse da investire in ricerca e sviluppo, né a livello di continui rinnovamenti di linee, in modo da far colpo sul pubblico dell'epoca, composto da sedicenni. La crisi di vendite dei modelli a listino porta, nel 1986, la Unimoto a sospendere ogni attività produttiva, con la liquidazione delle rimanenze di magazzino che impiegherà anni ad estinguersi. La stessa azienda - formalmente - chiuderà nel 1988.
Ceduti i diversi asset, mentre lo stabilimento di Longiano, dismesso, verrà rilevato da attività commerciali, il marchio Aspes verrà ceduto, anni dopo, alla Menzaghi Motors di Varese per marchiare prodotti di importazione.

## La Unimoto nelle competizioni
Nonostante la statura artigianale della casa, Unimoto si inserì fugacemente  - attraverso alcuni preparatori - nell'allora fiorente mondo delle competizioni, all'epoca accessibile anche a ditte semiartigianali. L'unico risultato degno di nota arrivò troppo tardi, nell'anno della chiusura, e non servì affatto a risollevare le sorti dell'azienda: nel 1986 - infatti -  con un propulsore portato a 80cc grazie ad una elaborazione dei fratelli Cicognani  per poter partecipare nell'omonima classe di cilindrata, la Unimoto vinse il Campionato Europeo Velocità nella classe 80cc con il pilota Bruno Casanova. Qualche anno dopo, nel 1990, a fabbrica oramai chiusa, un propulsore unimoto di 125 cc rielaborato dagli stessi preparatori, e montato su telaio artigianale, sarebbe stato pilotato nel Trofeo Gran Prix da Max Biaggi, pur senza ottenere alcun piazzamento.

## Cronologia dei principali modelli
- Fox 50
- Carrera 50
- Squalo 125
- SK125
- TK125
- MTS50